# Älmeboda församling
Älmeboda församling är en församling i Tingsryds pastorat i Njudung-Östra Värends kontrakt, Växjö stift och Tingsryds kommun. 
Församlingskyrka är Älmeboda kyrka.

## Administrativ historik
Församlingen har medeltida ursprung.
Församlingen utgjorde ett eget pastorat till 1992, med undantag av tiden från 1962 till 1979 då den som moderförsamling bildade pastorat med Långasjö församling. Från 1992 bildade den som annexförsamling pastorat med Södra Sandsjö och Linneryds församlingar för att 2010 uppgå i Tingsryds pastorat..

## Kyrkoherdar
| Ämbetstid | Namn                         | Levnadstid | Övrigt |
| --------- | ---------------------------- | ---------- | ------ |
| 1382      | Nicolaus                     |            |        |
| 1492      | Laurentius Petri             |            |        |
| 1552-1555 | Sigfrid                      |            |        |
| 1558-1561 | Benedictus Haquini           |            |        |
| 1562-1565 | Christopherus Magni          |            |        |
| 1565-1599 | Haquinus Nicolai             |            |        |
| 1600-1602 | Paulus Andreae (Helsingius)  |            |        |
| 1603-1634 | Jonas Caroli Teflingius      | -1634      |        |
| 1634-1655 | Jonas Sunonis Bergius        | -1655      |        |
| 1655-1674 | Laurentius Arvidi Rimmius    | 1608-1674  |        |
| 1676-1677 | Petrus Jonae Nybelius        | -1677      |        |
| 1677-1689 | Carolus Rimmius              | -1689      |        |
| 1690-1705 | Sveno Giöther                | 1653-1705  |        |
| 1705-1719 | Magnus A. Megalinus          | 1654-1719  |        |
| 1721-1737 | Laurentius (Caroli) Rimmius) | 1679-1737  |        |
| 1739-1755 | Laurentius Odelin            | 1686-1755  |        |
| 1756-1774 | Carl Starck                  | 1704-1774  |        |
| 1775-1791 | Bengt Ekeberg                | 1718-1791  |        |
| 1791-1807 | Clemens Helin                | 1742-1807  |        |
| 1808-1838 | Pehr Tellander               | 1758-1838  |        |
| 1839-1857 | Carl Gustaf Ljungquist       | 1789-1857  |        |
| 1857-1860 | Carl Björkman                | 1797-1860  |        |
| 1861-1898 | Per Welander                 | 1812-1898  |        |
| 1898-1928 | Claës August Lind            | 1849-      |        |
| 1927-     | Nils Arvid Thorsten Hellberg | 1894-      |        |

## Komministrar
| Ämbetstid | Namn                     | Levnadstid | Övrigt |
| --------- | ------------------------ | ---------- | ------ |
| 1566      | Anders                   |            |        |
| 1639-1640 | Thor Persson             |            |        |
| 1650-1657 | Nicolaus Gislonis        | -1657      |        |
| 1669-1693 | Laurentius Petri Spegell | 1627-1693  |        |
| 1693-1696 | Daniel Rolander          | -1696      |        |
| 1696-1717 | Petrus M. Stolpe         | 1666-1717  |        |
| 1719-1755 | Petrus Strelingius       | 1683-1755  |        |
| 1757-1769 | Teodor Odenius           | 1697-1769  |        |
| 1770-1773 | Samuel Aspelin           | 1716-1773  |        |
| 1774-1802 | Johan Nylander           | 1737-1802  |        |
| 1803-1812 | Johan Dyk                | 1743-1812  |        |
| 1812-1814 | Leonhard Ellmén          | 1755-1814  |        |
| 1815-1839 | Ulric Lönblad            | 1758-1839  |        |
| 1840-1868 | Carl Gottschale Norlin   | 1790-1868  |        |
| 1870-1878 | Johannes Nilsson Linnell |            |        |
| 1879-1885 | Carl Ekstrand            |            |        |
| 1885-1897 | August Johan Sjögren     |            |        |
| 1898-1914 | Josua Leander Haglund    |            |        |

## Klockare, kantor och organister
| Ämbetstid | Namn                  | Levnadstid | Övrigt                         |
| --------- | --------------------- | ---------- | ------------------------------ |
| 1728-1760 | Zachris Nilsson       | 1682-      | Klockare.                      |
| 1761-1794 | Håkan Damgren         | 1725-1794  | Organist och klockare.         |
| 1794-1816 | Johannes Askling      | 1774-1816  | Organist och klockare.         |
| 1818-1865 | Jonas Tengqvist       | 1792-      | Organist, klockare och kantor. |
| 1871-1931 | Frans August Sandgren | 1850-1940  | Organist och kantor            |